# Christian Patrice Georges-André Feuillet
Christian Patrice Georges-André Feuillet ( n. 1948 ) es un botánico francés, que desarrolla su carrera en EE. UU.
Se recibió de BS en Química y Biología, en la Universidad de Ruan, en 1972; BS en Fisiología Animal en la Universidad de Montpellier, en 1973; BS en Biología Vegetal en 1978 y el MS en Biología vegetal, en la Universidad de París VI, 1978; Ph.D. en Botánica Tropical en la misma Universidad, en julio de 1981, con su tesis La Multiplication vegetative chez les Gesneriacées (aspects morphologique, écologique et architectural).
Entre 1981 y 1982 trabajó en el ORSTOM, asociado con el Museo Nacional de Historia Natural de Francia, en París, en un proyecto de la flora de las islas Mascareñas. Y de 1982 a 1988 trabajó con el ORSTOM en Cayena (Guyana Francesa).
Es investigador del "Departamento de Botánica Sistemática" del Museo Nacional de Historia Natural del Smithsonian Institute. Se especializa en sistemática de las Passifloraceae y Aristolochiaceae, Boraginaceae & Gesneriaceae sudamericanas.

## Algunas publicaciones
- Laurence E. Skog, Christian Feuillet. 2008. Flora of the Guianas: Phanerogams. 155. Gesneriaceae. Series A. Editor Royal Botanic Gardens, 136 pp. 1842463934

- Barringer, K A; C Feuillet; F A González; G & O Poncy. 2007. Aristolochiaceae. pp. 207-208. En: Funk, V; T Hollowell; P Berry; C Kelloff & S N Alexander (eds.). Checklist of the Plants of the Guiana Shield (Venezuela: Amazonas, Bolívar, Delta Amacuro; Guyana, Surinam, French Guiana). Contrib. U.S. Nat. Herb. Washington

- Feuillet, C. 2007. Folia taxonomica 2.—New species of Passiflora subgenus Passiflora (Passifloraceae) from the Guianas. J. Bot. Res. Inst. Texas 1(2): 819-825 en línea

- Feuillet, C. 2007. Folia taxonomica 3.—Passiflora davidii (Passifloraceae), a new species in subgenus Passiflora & a key to the sections of supersection Stipulata. J. Bot. Res. Inst. Texas 1(2): 895-898 en línea

- Feuillet, C. 2007. Folia taxonomica 1. Validation of two taxa from northern South America. J. Bot. Res. Inst. Texas 1(1): 143 - 144. [Aristolochia kanukuensis, Passiflora foetida var. orinocensis] en línea

- Feuillet, C; J M MacDougal. 2007. Passifloraceae. pp. 270-281. En: Kubitzki, K. (ed.). The Families and Genera of Vascular Plants, vol. IX. Springer, Berlín

- Feuillet, C. 2004. Passiflora phellos, a new species in Subgenus Passiflora (Passifloraceae). Novon 14(3): 285-287

- Feuillet, C. 2004. Biodiversity in the Guianas and Venezuelan Guayana; data from the Boraginaceae, Gesneriaceae, & Passifloraceae. En: Flora of the Guianas Newsletter 14: 83-92

- Feuillet, C. 1981. La Multiplication vegetative chez les Gesneriacées (aspects morphologique, écologique et architectural). 157 pp.

## Honores

### Epónimos
- (Orchidaceae) Specklinia feuilletii Luer[1]
- La abreviatura «Feuillet» se emplea para indicar a Christian Patrice Georges-André Feuillet como autoridad en la descripción y clasificación científica de los vegetales.[2]